# رامون (لاعب كرة قدم مواليد 2000)
رامون هو لاعب كرة قدم برازيلي في مركز الوسط، ولد في 2000 في بيراسيكابا في البرازيل. لعب مع أتلتيكو باراناينسي.